# Rugenwedelsau
Die Rugenwedelsau ist ein ca. 4,6 Kilometer langer Bach in Norderstedt und Bönningstedt. Sie ist ein Nebenfluss der Mühlenau (Pinnau).

## Verlauf
Sie entspringt in Norderstedt westlich der Niendorfer Straße nördlich vom Hamburger Flughafen. Sie verläuft dann nach Westen, unterquert die Ohechaussee und fließt dann an einem Rückhaltebecken vorbei. Sie wird begleitet von Pferde- und Fußwegen. Sie fließt dann an einem weiteren Teich bzw. Rückhaltebecken und dann weiter am Golf-Club Hamburg Wendlohe. Hier erhält sie den aus Süden kommenden Ohmoorgraben, der vom Ohemoor kommt, als Zufluss. Danach unterquert sie den Wendloher Weg, die A7 und den Schnelsener Weg, wo sie einen weiteren Zufluss, den aus Süden kommenden Wendloher Graben erhält. Sie mündet an einem Weg in die Mühlenau (Pinnau).

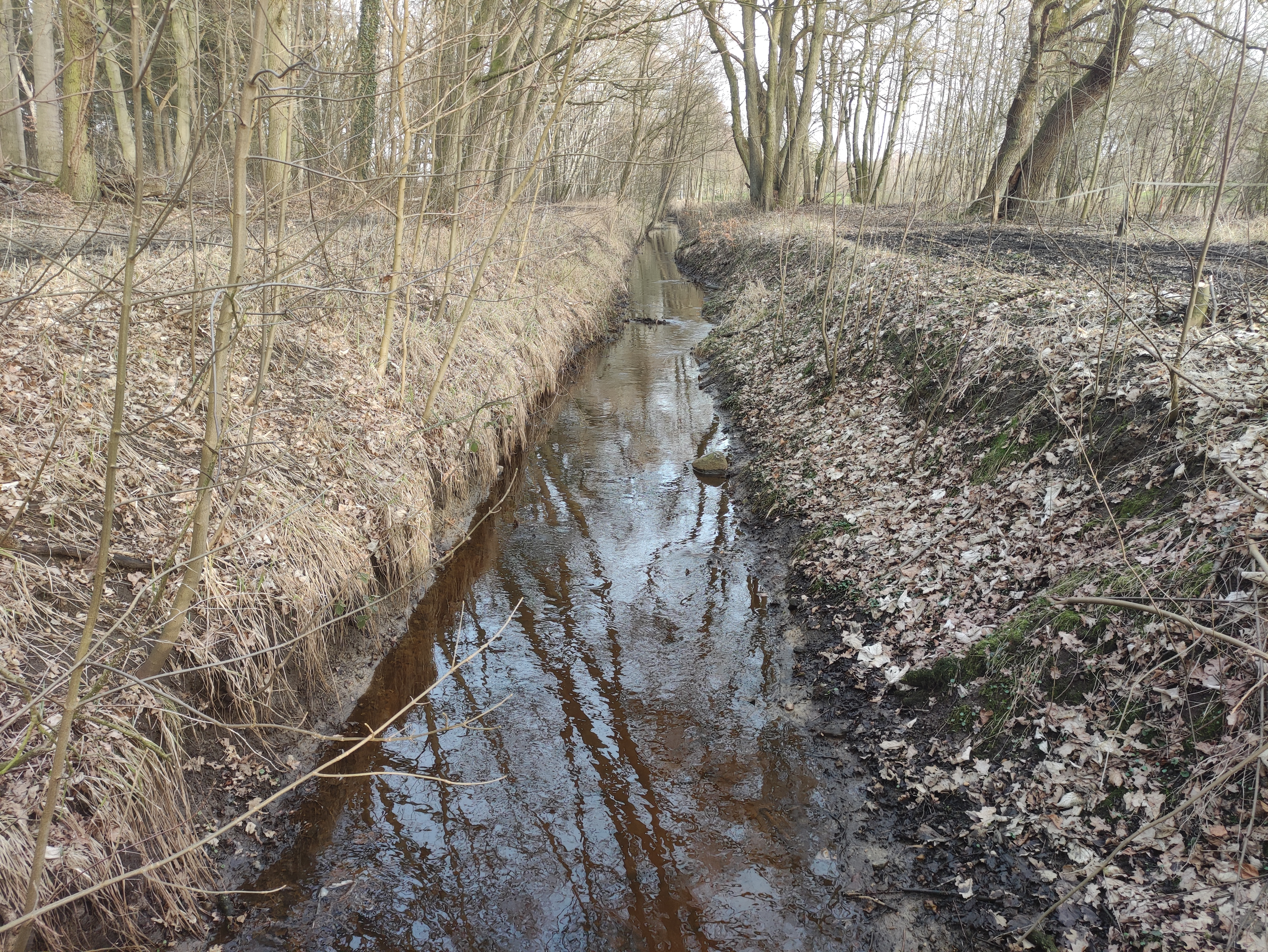
Rugendwedelsau nahe Golfplatz

## Trivia
- Im August 2013 wurde der Bach durch den Industriefarbstoff Kupferphthalocyanin blau gefärbt[3]. Die Feuerwehr sperrte den Bach daraufhin auf 1,2 km mit 90 Mann ab.[4] Die Ursache für die Färbung ist unklar. Die Farbe gelangte über die Mühlenau in die Pinnau und die Elbe, wo sie sich verdünnte.